# Anaconda (film, 2025)
Pour les articles homonymes, voir Anaconda (homonymie).
Série Anaconda
Lake Placid vs. Anaconda
(2015)
Pour plus de détails, voir Fiche technique et Distribution.
Anaconda est un film américain réalisé par Tom Gormican et dont la sortie est prévue en 2025. Sixième film de la franchise du même nom, il s'agit d'un remake humoristique du film Anaconda, le prédateur (1997) de Luis Llosa.

## Fiche technique
Sauf indication contraire, les informations mentionnées dans cette section peuvent être confirmées par la base de données cinématographiques IMDb,  présente dans la section « Liens externes ».
- Titre original : Anaconda
- Réalisation : Tom Gormican
- Scénario : Tom Gormican et Kevin Etten, d'après le scénario original écrit par Hans Bauer, Jim Cash et Jack Epps Jr.
- Production : Andrew Form et Brad Fuller
- Société(s) de production : Columbia Pictures, TSG Entertainment et Fully Formed Entertainment
- Sociétés de distribution : Sony Pictures Releasing (États-Unis), Sony Pictures Releasing France (France)
- Budget : N/A
- Pays de production :  États-Unis
- Langue originale : français
- Format : couleur - son Dolby Digital
- Genre : comédie horrifique, action
- Dates de sortie[1] : Dates sujettes à modification
  - États-Unis : 25 décembre 2025
  - France : 31 décembre 2025

## Distribution
- Jack Black : Doug McCallister
- Paul Rudd : Ronald « Griff » Griffen Jr.
- Selton Mello : Santiago Braga
- Daniela Melchior : Ana Almeida
- Thandiwe Newton : Claire Simons
- Steve Zahn : Kenny Trent
- Ione Skye : Malie McCallister

## Production

### Genèse et développement
En janvier 2020, il est annoncé que Columbia Pictures développe un reboot du film Anaconda, le prédateur (1997) de Luis Llosa, avec Evan Daugherty à l'écriture. En mars 2023, Tom Gormican est évoqué pour le poste de réalisateur. En janvier 2024, il est précisé que le film sera une relecture humoristique et métafictionnelle du film original.
En août 2024, Jack Black et Paul Rudd sont annoncés dans les rôles principaux. Tom Gormican est alors confirmé à la réalisation, ainsi que comme coscénariste avec Kevin Etten (en),. En septembre 2024, Daniela Melchior rejoint à son tour la distribution. En janvier 2025, c'est au tour de Thandiwe Newton, Steve Zahn, Selton Mello et Ione Skye de rejoindre le film.

### Tournage
Le tournage débute en janvier 2025 et se déroule en Australie, notamment dans les Village Roadshow Studios. Les prises de vues s'achèvent en mars 2025.

## Sortie
La sortie américaine de Anaconda est fixée au 25 décembre 2025.